# Joseph Beyrle
Joseph R. Beyrle (ros. Джозеф Байерли; ur. 25 sierpnia 1923 w Muskegon w stanie Michigan, zm. 12 grudnia 2004 w Toccoa w stanie Georgia) – jedyny żołnierz, który służył w czasie II wojny światowej zarówno w Armii Stanów Zjednoczonych, jak i Armii Czerwonej. Brał udział w operacji Albany, desantach powietrznych 101 Dywizji Powietrznodesantowej w dniach 5–6 czerwca 1944 roku jako żołnierz 506 Pułku Piechoty Spadochronowej. Został schwytany przez żołnierzy niemieckich i wysłany na wschód jako jeniec wojenny.
Po kilku nieudanych próbach Beyrle uciekł z niemieckiego obozu dla jeńców, Stalagu III-C, w styczniu 1945 roku i dołączył do radzieckiego batalionu czołgów pod dowództwem Aleksandry Samusienko. Ranny został ewakuowany i ostatecznie przedostał się do Stanów Zjednoczonych w kwietniu 1945 roku. Beyrle zmarł w 2004 roku i został pochowany na Cmentarzu Narodowym w Arlington.

## Wczesne życie
Joe był trzecim z siedmiorga dzieci Williama i Elizabeth Beyrle’ów, których rodzice przybyli do Ameryki z Niemiec w XIX wieku. Miał sześć lat, kiedy nastąpił wielki kryzys. Jego ojciec, pracownik fabryki, stracił pracę; rodzina została eksmitowana z domu i zmuszona do zamieszkania u babci Joego. Beyrle powiedział później swoim dzieciom, że niektóre z jego najwcześniejszych wspomnień dotyczyły stania z ojcem w rządowych kolejkach po żywność. Jego dwaj starsi bracia porzucili szkołę średnią i przystąpili do rządowego programu konserwatorskiego, wysyłając do domu dość pieniędzy, by reszta rodziny mogła pozostać razem. Starsza siostra zmarła na szkarlatynę w wieku 16 lat.

## United States Army
Po zaciągnięciu się do służby Beyrle zgłosił się na ochotnika, by zostać spadochroniarzem, a po ukończeniu podstawowego szkolenia piechoty powietrznej w Camp Toccoa został przydzielony do 506 Pułku Piechoty Spadochronowej 101 Dywizji Powietrznodesantowej, „Wrzeszczących Orłów”. Beyrle specjalizował się w łączności radiowej i rozbiórkach. Najpierw stacjonował w Ramsbury w Anglii, aby przygotować się na nadchodzącą inwazję aliantów z zachodu. Po dziewięciu miesiącach szkolenia Beyrle ukończył dwie misje w okupowanej Francji w kwietniu i maju 1944 roku, dostarczając złoto francuskiemu ruchowi oporu.
6 czerwca (D-Day), samolot C-47 Beyrle’a znalazł się pod ostrzałem wroga nad wybrzeżem Normandii co zmusiło Beyrle’a do skoku z wyjątkowo małej wysokości 120 metrów. Po wylądowaniu w Saint-Côme-du-Mont sierżant Beyrle stracił kontakt z innymi spadochroniarzami, ale udało mu się wysadzić w powietrze elektrownię. Wykonywał również inne misje sabotażowe, zanim kilka dni później został schwytany przez niemieckich żołnierzy.

## Jeniec wojenny

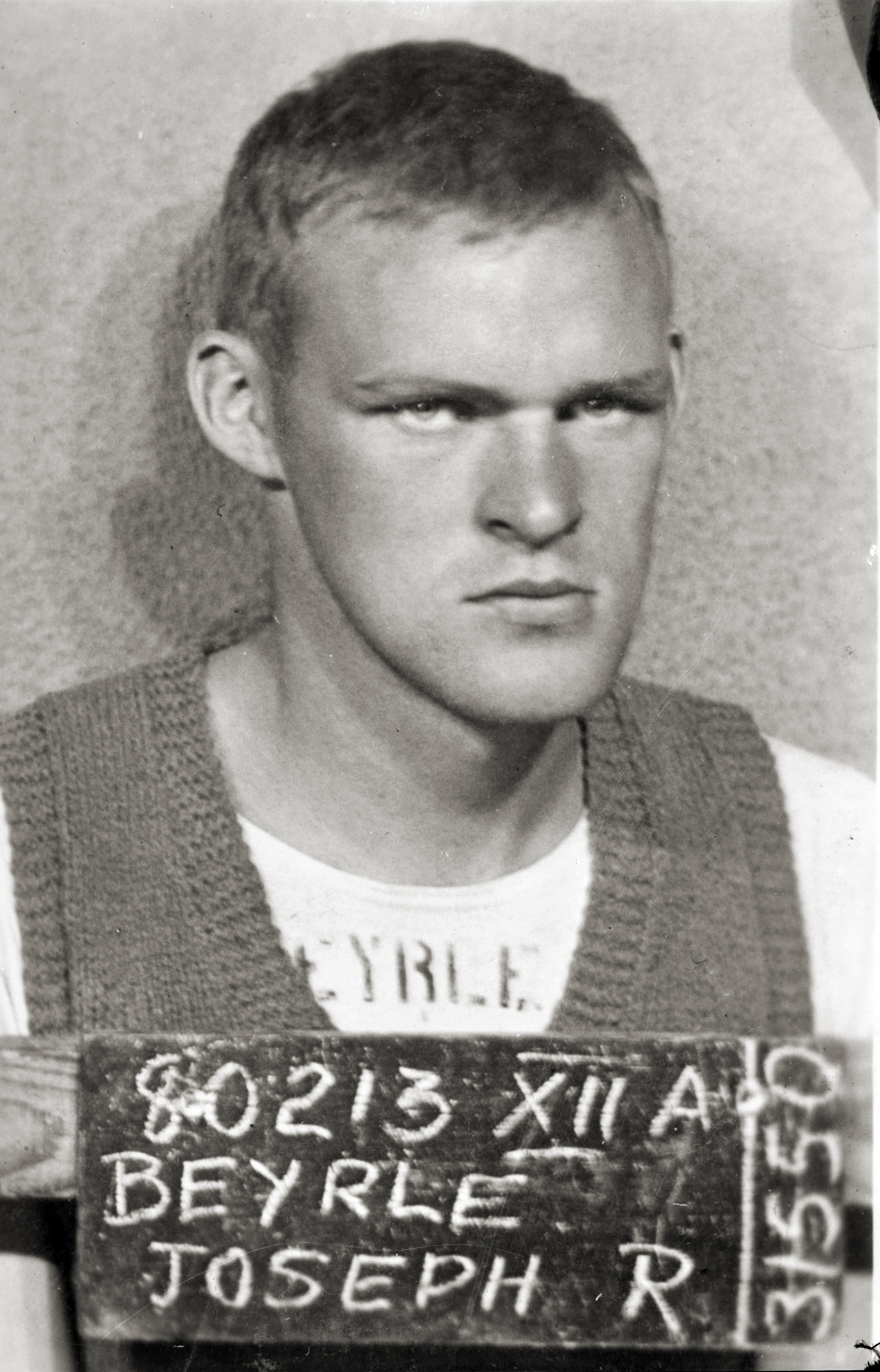
Beyrle jako jeniec wojenny, jesień 1944

Przez następne siedem miesięcy Beyrle był przetrzymywany w siedmiu różnych niemieckich więzieniach. Uciekł dwukrotnie, ale za każdym razem został złapany. Beyrle i jego współwięźniowie mieli nadzieję znaleźć Armię Czerwoną, która znajdowała się niedaleko. Po drugiej ucieczce (w której wraz z towarzyszami wyruszył do Polski, ale przez pomyłkę wsiadł do pociągu do Berlina), Beyrle został przekazany gestapo przez niemieckiego cywila. Pobity i torturowany, został zwolniony do niemieckiego wojska po tym, jak wkroczyli urzędnicy i ustalili, że Gestapo nie ma jurysdykcji nad jeńcami wojennymi.
Beyrle trafił do obozu jenieckiego Stalag III-C w Drzewicach, z którego uciekł na początku stycznia 1945 roku. Udał się na wschód, mając nadzieję na spotkanie z armią radziecką. Napotykając radziecką brygadę czołgów w połowie stycznia, uniósł ręce, trzymając paczkę papierosów Lucky Strike i krzyknął po rosyjsku: „Amerikansky tovarishch ! („Amerykański towarzysz!”). Beyrle w końcu zdołał przekonać dowódcę batalionu (Aleksandrę Samusenko, rzekomo jedyną czołgistkę tej rangi w wojnie), by pozwolił mu walczyć u boku jednostki w drodze do Berlina, rozpoczynając tym samym miesięczny pobyt w sowieckim batalionie czołgów, gdzie doceniono jego doświadczenie i znajomość mechaniki czołgowych silników.

## Armia Czerwona
Nowy batalion Beyrle’a wyzwolił pod koniec stycznia jego dawny obóz Stalag III-C, ale w pierwszym tygodniu lutego został ranny podczas ataku niemieckich bombowców nurkujących. Został ewakuowany do radzieckiego szpitala w Landsberg an der Warthe (obecnie Gorzów Wielkopolski w Polsce), gdzie odwiedził go sowiecki marszałek Gieorgij Żukow, który zaintrygowany jedynym nie-sowietem w szpitalu, poznał jego historię przez tłumacza, następnie dostarczył Beyrle’owi oficjalne dokumenty w celu ponownego przyłączenia się do sił amerykańskich.
Dołączając do radzieckiego konwoju wojskowego, Beyrle przybył do ambasady USA w Moskwie w lutym 1945 roku, gdzie dowiedział się, że został zgłoszony przez Departament Wojny USA jako zabity w akcji 10 czerwca 1944 roku we Francji. Msza pogrzebowa odbyła się na jego cześć w Muskegon, a jego nekrolog został opublikowany w lokalnej gazecie. Funkcjonariusze ambasady w Moskwie, niepewni co do jego prawdziwości, umieścili go pod strażą piechoty morskiej w hotelu Metropol do czasu ustalenia jego tożsamości na podstawie odcisków palców.

## Pogrzeb
Ciało z nieśmiertelnikami Beyrle’a znaleziono w Normandii wkrótce po D-Day. Jego rodzina w Muskegon została poinformowana o śmierci Josepha we wrześniu 1944 roku. Jeszcze w tym samym miesiącu, 17 września, rodzice Josepha odprawili za niego mszę pogrzebową w kościele należącym do parafii św. Józefa w Muskegon. Szczątki osoby, która uznana została za Josepha Beyrle’go, spoczywają w Sainte-Mère-Église we Francji na amerykańskim cmentarzu nr 2 (działka A, rząd II, grób nr 48). Najprawdopodobniej spoczywa tam niemiecki żołnierz który ukradł nieśmiertelniki Beyrle’a. W późniejszych latach Beyrle zawsze składał wizytę na tym cmentarzu by oddać hołd poległym.

## Po służbie
Beyrle wrócił do domu w Michigan 21 kwietnia 1945 roku i dwa tygodnie później obchodził Dzień VE w Chicago. W 1946 roku ożenił się z JoAnne Hollowell – ślubu udzielił ten sam duchowny, który dwa lata wcześniej odprawił mszę pogrzebową Josepha Beyrle’a.
Po wojnie przez 28 lat pracował dla Brunswick Corporation, zanim przeszedł na emeryturę w 1981 roku jako kierownik transportu morskiego.
Jego wyjątkowa zasługa przyniosła mu medale od prezydenta USA Billa Clintona i prezydenta Rosji Borysa Jelcyna podczas ceremonii w Ogrodzie Różanym w Białym Domu z okazji 50. rocznicy D-Day w 1994 roku.

## Śmierć i dziedzictwo

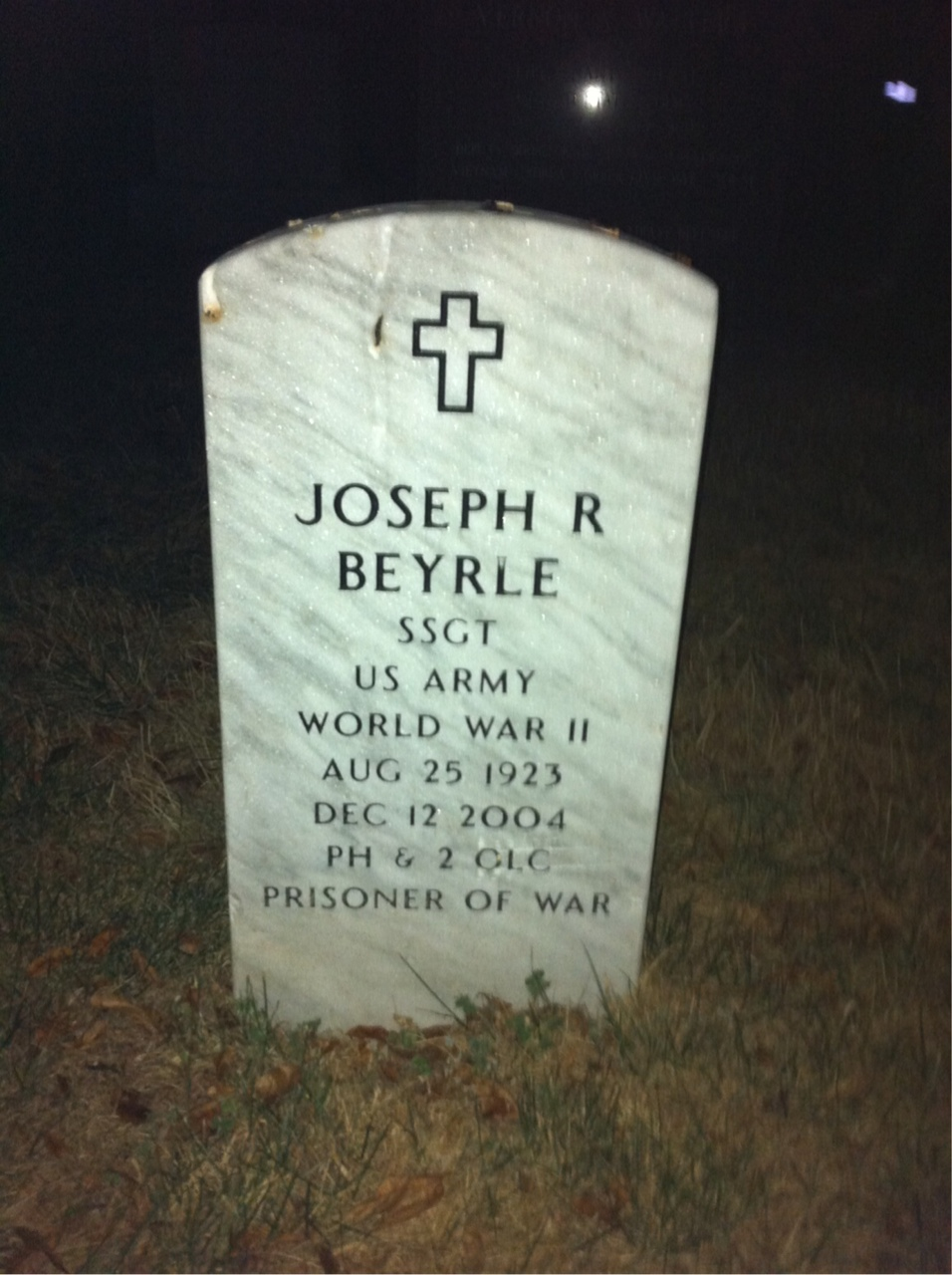
Nagrobek Joe Beyrle’a

Beyrle zmarł we śnie na niewydolność serca 12 grudnia 2004 roku podczas wizyty w Toccoa w stanie Georgia, gdzie trenował ze spadochroniarzami w 1942 roku. Miał 81 lat. Został pochowany z wyróżnieniem w sekcji 1 Cmentarza Narodowego w Arlington w kwietniu 2005 roku. Jego żona, JoAnne Beyrle, zmarła dwa lata później, 12 września 2006.
Beyrle i jego żona JoAnne mieli córkę Julie i dwóch synów. Starszy syn, Joe Beyrle II, służył w 101. Dywizji Powietrznodesantowej podczas wojny w Wietnamie. Jego syn John Beyrle był ambasadorem Stanów Zjednoczonych w Rosji w latach 2008–2012.
17 września 2002 roku wydawnictwo Random House opublikowało książkę Thomasa Taylora o Beyrle’u, pt. The Simple Sounds of Freedom. Wersja Ballantine w miękkiej oprawie, pt. Behind Hitler’s Lines, ukazała się 1 czerwca 2004 (nie ukazały się polskie wydania tych książek).
W 2005 roku odsłonięto tablicę na ścianie kościoła w Saint-Côme-du-Mont we Francji, gdzie Beyrle wylądował 6 czerwca 1944 roku.
Wystawa poświęcona życiu i doświadczeniom wojennym Joe Beyrle została pokazana w Moskwie i trzech innych rosyjskich miastach w 2010 roku.
W 2004 roku podczas wizyty w Rosji Joseph Beyrle odebrał spersonalizowany karabin maszynowy z rąk Michaiła Kałasznikowa.

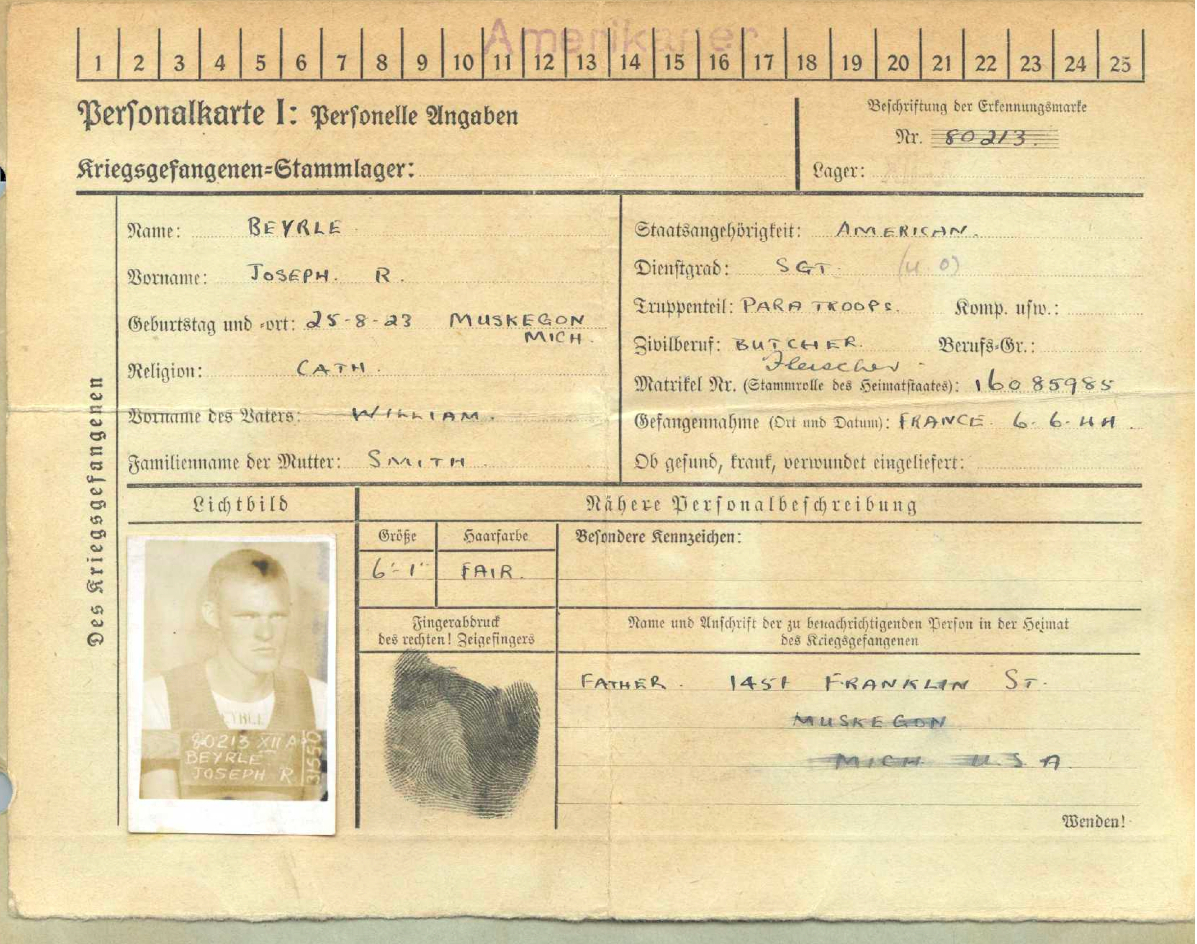
Niemiecki dokument z danymi Beyrle’a jako jeńca wojennego.
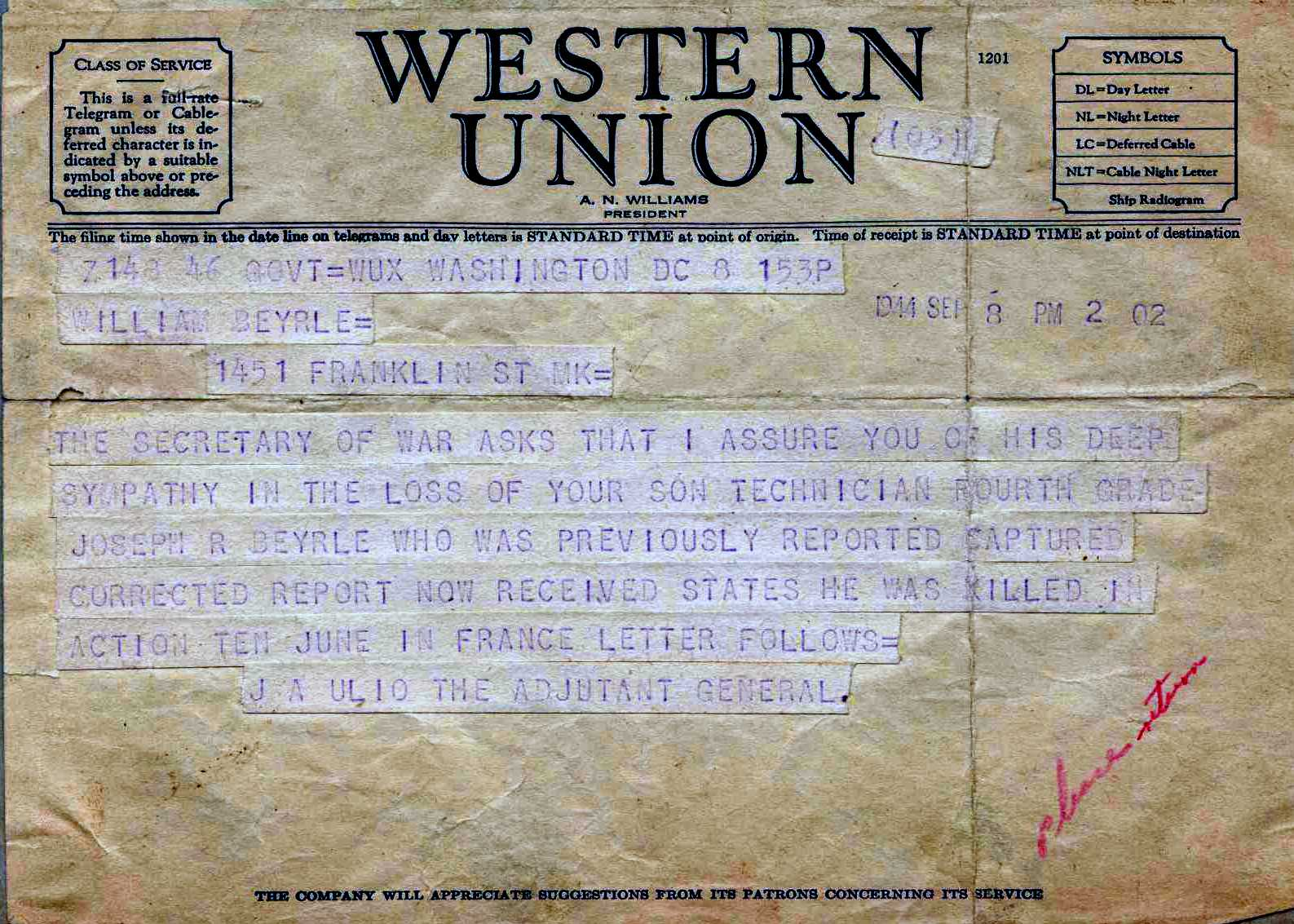
Telegram Departamentu Wojny Stanów Zjednoczonych wysłany do rodziny Beyrle’a, niepoprawnie informujący o jego śmierci, wrzesień 1944 r.
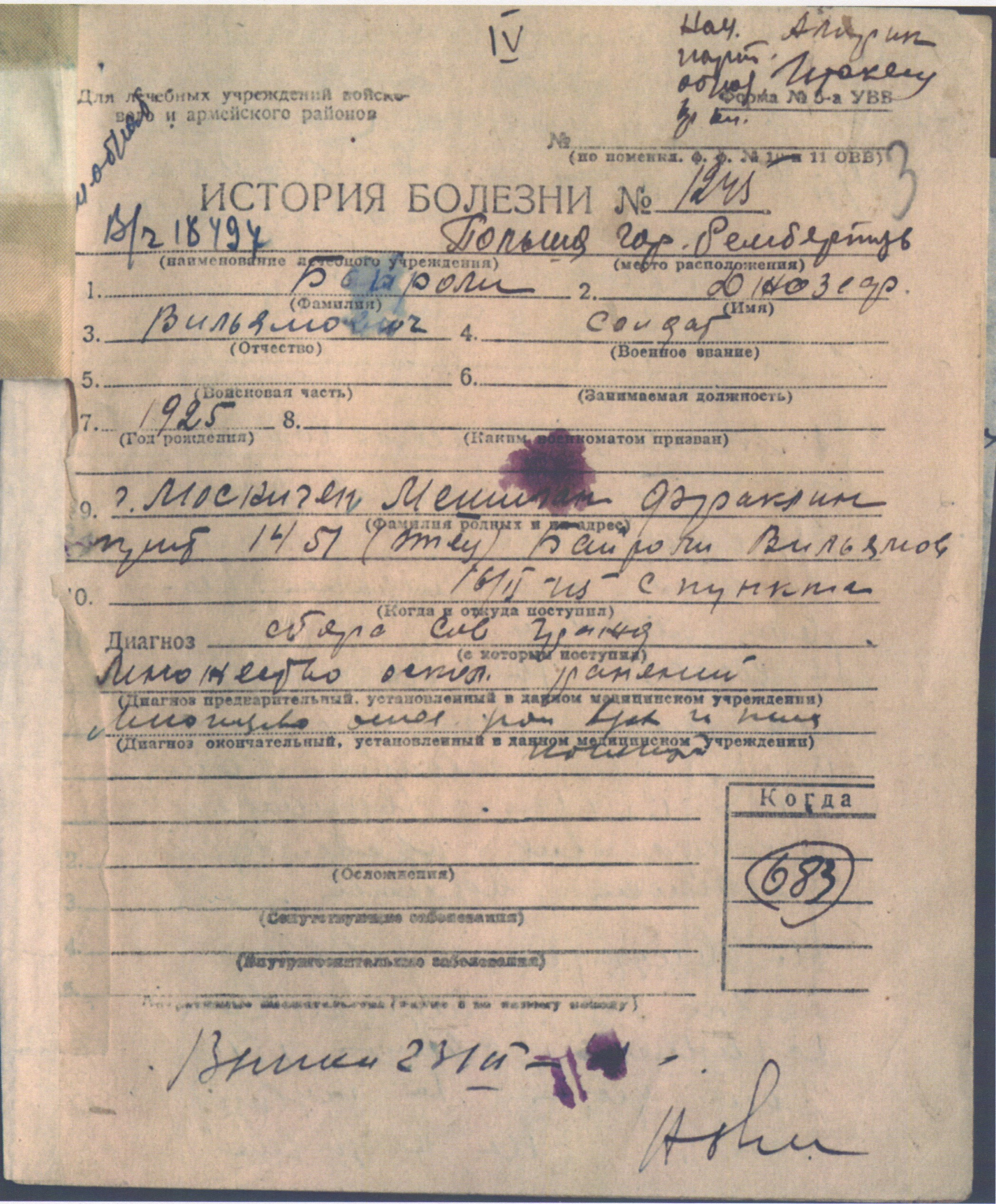
Radziecka karta medyczna Beyrle’a z wyszczególnieniem jego ran

## Nagrody i odznaczenia
- Bojowa Odznaka Piechoty
- Odznaka spadochroniarza z jedną gwiazdą skoku bojowego
- Brązowa Gwiazda
- Purpurowe Serce z czterema skupiskami liści dębu
- Medal Jeńca Wojennego
- Medal za Dobre Zachowanie w wersji dla armii
- Medal Kampanii Amerykańskiej
- Medal Kampanii Europy-Afryki-Bliskiego Wschodu
- Medal Zwycięstwa w II Wojnie Światowej
- Croix de Guerre (Francja) z palmą
- Order Czerwonego Sztandaru
- Order Czerwonej Gwiazdy[5]
- Medal „Za wyzwolenie Warszawy”
- Medal „Za zwycięstwo nad Niemcami w Wielkiej Wojnie Ojczyźnianej 1941–1945”